# 2304 Slavia
2304 Slavia este un asteroid din centura principală, descoperit pe 18 mai 1979 de Antonín Mrkos.